# Sonic Highways
Sonic Highways — восьмой студийный альбом американской рок-группы Foo Fighters, был издан 10 ноября 2014 года на лейбле RCA Records. Музыканты во главе с Дэйвом Гролом, записывали альбом в восьми городах США: Остине, Чикаго, Лос-Анджелесе, Нэшвилле, Новом Орлеане, Нью-Йорке, Сиэтле и Вашингтоне, по мотивам этого творческого турне компания HBO выпустила телесериал Foo Fighters Sonic Highways. Альбом выпустили на компакт-дисках, грампластинках, а также в цифровом формате. Первым синглом была выбрана песня — «Something from Nothing», её выпустили 16 октября 2014 года.

## Список композиций
| №                   | Название                             | Приглашённый музыкант       | Длительность |
| ------------------- | ------------------------------------ | --------------------------- | ------------ |
| 1.                  | «Something from Nothing»             | Рик Нельсен                 | 4:49         |
| 2.                  | «The Feast and the Famine»           | Bad Brains                  | 3:49         |
| 3.                  | «Congregation»                       | Зак Браун                   | 5:12         |
| 4.                  | «What Did I Do? / God As My Witness» | Гэри Кларк-младший          | 5:44         |
| 5.                  | «Outside»                            | Джо Уолш                    | 5:15         |
| 6.                  | «In the Clear»                       | Preservation Hall Jazz Band | 4:04         |
| 7.                  | «Subterranean»                       | Бен Гиббард                 | 6:08         |
| 8.                  | «I Am a River»                       | Джоан Джетт                 | 7:09         |
| Общая длительность: | Общая длительность:                  | Общая длительность:         | 42:03        |

## Телесериал
Заручившись поддержкой боссов телеканала HBO, Foo Fighters отправились в вояж по восьми важнейшим для американской музыки городам, чтобы снять документальный сериал «Sonic Highways». Этот проект является своеобразным этюдом, который дает представление о музыкальной карте Америки. Работа над «Sonic Highways» и стала основой для нового альбома Foo Fighters. Грол не только брал интервью, но и записывал в каждом городе по песне с участием местных музыкантов. Грол утверждает, что пластинка — это самостоятельное произведение, но без док. фильма в ней слишком многое остается непонятым и нераскрытым. Сериал раскрывает истинный замысел фронтмена и сосредотачивает внимание слушателя на нюансах каждой песни. В картине музыканты Foo Fighters в качестве творческих единиц вообще отходят на второй план. Пытаясь докопаться до корней американской музыки и собственного звучания, они выступают бережными рассказчиками, практически историками. В этом контексте каждая песня оказывается не столько демонстрацией возможностей группы, сколько трогательным посвящением Грола американской музыке.

## Отзывы критиков
| Совокупная оценка    | Совокупная оценка |
| Источник             | Оценка            |
| -------------------- | ----------------- |
| Metacritic           | 67/100            |
| Оценки критиков      |                   |
| Источник             | Оценка            |
| The A.V. Club        | B–                |
| Chicago Tribune      | [ 10 ]            |
| Consequence of Sound | C–                |
| Entertainment Weekly | B                 |
| The Guardian         | [ 13 ]            |
| NME                  | 7/10              |
| Pitchfork Media      | 5.6/10            |
| Rolling Stone        | [ 16 ]            |
| Rolling Stone        | [ 17 ]            |

Альбом получил смешанные отзывы музыкальных критиков, с уклоном в положительную сторону. На сайте Metacritic, он получил 67 баллов из 100 — в рецензиях мейнстримовых критиков и в независимых рейтингах, удостоившись «в целом положительных отзывов».
«Сами по себе эти восемь песен — крепкий, что называется, рок-альбом, умело сочинённый и сыгранный, но без всяких откровений, несмотря на то что в каждом треке погостили местные музыканты уровня иконы феминистского рока Джоан Джетт» — писал в рецензии для сайта Газета.Ru Ярослав Забалуев — «Разумеется, гибридность Sonic Highways подменяет географической сложностью недостаток музыкальных идей. Это вообще вечная проблема Грола: будучи без скидок гениальным рок-барабанщиком, как сольному исполнителю ему не хватает умозрительной штуки, которую обычно называют словом „нерв“». Он подытожил: «Sonic Highways и предшествовавший ему режиссёрский дебют Дейва Sound City, кажется, наконец помогли ему найти своё уникальное место в современной музыке».
«Сериал ещё предстоит осмыслить, а вот музыкальный результат, как часто бывает с большими концептуальными проектами, оставляет желать лучшего» — писал в своей рецензии Андрей Бухарин из русского издания журнала Rolling Stone — «Сколько бы ни говорил автор о духе конкретного города, который он пытался внести в каждую песню, треки альбома не слишком различаются между собой. Разбавить монотонное течение пластинки не помогают даже гости, хотя с точки зрения персонажей второго плана тут полный порядок. Зак Браун поучаствовал в героическом нэшвилльском отрезке „Congregation“, новоорлеанский Preservation Hall Jazz Band добавил мощи и пафоса „In The Clear“. Но все они меркнут на фоне Грола, который ни на секунду не дает забыть, кто главный на этом музыковедческом американском празднике. Поэтому промахи или неудачи гостей в контексте упертого Дэйва почти незаметны, за исключением, очевидно провалившегося Гэри Кларка». Автор поставил альбому 3 звезды из 5 и подытожил: «В целом „Sonic Highways“ представляет собой усредненный модерн-рок со всеми безошибочно узнаваемыми приметами стиля Foo Fighters. Единственное блестящее исключение — „калифорнийский номер“ „Outside“ с Джо Уолшем».

## Участники записи
Foo Fighters
- Дэйв Грол — вокал, ритм-гитара
- Пэт Смир — ритм-гитара
- Нейт Мендел — бас-гитара
- Тейлор Хокинс — ударные, вокал
- Крис Шифлетт — соло-гитара, слайд-гитара на «Something from Nothing»

Приглашённые музыканты
- Реми Джеффи — клавишные
- Рик Нельсен — баритон-гитара на «Something from Nothing»
- Bad Brains — бэк-вокал на «The Feast and the Famine»
- Зак Браун — соло-гитара, бэк-вокал на «Congregation»
- Гэри Кларк-младший — соло-гитара на «What Did I Do? / God As My Witness»
- Джо Уолш — соло-гитара на «Outside»
- Preservation Hall Jazz Band — саксофон-альт, ударные, фортепиано, тромбон, труба, туба на «In the Clear»,[18]
- Бен Гибберд — гитара, вокал на «Subterranean»
- Джоан Джетт — гитара на «I Am a River»